# Proście
Proście (biał. Прасці; ros. Прости) – wieś na Białorusi, w obwodzie mińskim, w rejonie nieświeskim, w sielsowiecie Horodziej.

## Historia
W XIX i w początkach XX w. majątek ziemski położony w Rosji, w guberni mińskiej, w powiecie nowogródzkim, w gminie Horodziej. Znajdowała się tu kaplica rzymskokatolicka parafii św. Jerzego w Połoneczce.
W dwudziestoleciu międzywojennym wieś i folwark (majątek) leżące w Polsce, w województwie nowogródzkim, w powiecie nieświeskim, w gminie Horodziej. W 1921 wieś liczyła 387 mieszkańców, zamieszkałych w 69 budynkach, w tym 386 Białorusinów i 1 Polaka. 385 mieszkańców było wyznania prawosławnego i 2 rzymskokatolickiego. Folwark liczył zaś 40 mieszkańców, zamieszkałych w 4 budynkach, w tym 28 Białorusinów i 12 Polaków. 30 mieszkańców było wyznania prawosławnego i 10 rzymskokatolickiego.
Po II wojnie światowej w granicach Związku Sowieckiego. Od 1991 w niepodległej Białorusi.